# Monoïdale categorie
In de categorietheorie, een deelgebied van de wiskunde, is een monoïdale categorie of tensorcategorie een categorie {\displaystyle C}, die is uitgerust met een bifunctor
{\displaystyle {\mathord {\otimes }}:C\times C\rightarrow C}
die, afgezien van een natuurlijk isomorfisme, associatief is en een object {\displaystyle I} dat, opnieuw afgezien van natuurlijke isomorfismes, zowel een linker- en rechter identiteit voor {\displaystyle \otimes } is. De geassocieerde natuurlijke isomorfismen zijn onderworpen aan bepaalde coherentievoorwaarden, die ervoor zorgen dat alle relevante diagrammen commutatief zijn. Monoïdale categorieën kunnen dus tot op zekere hoogte met de monoïden in de abstracte algebra worden vergeleken. 
Het gewone tensorproduct tussen vectorruimten, commtatieve groepen, R-modulen of een R-algebra dient om de geassocieerde categorieën in monoïdale categorieën te veranderen. Monoïdale categorieën kunnen worden gezien als een algemene vorm van deze en andere voorbeelden. 
In de categorietheorie kunnen monoïdale categorieën worden gebruikt om bij een monoïde object een bijbehorende actie op de objecten van de categorie te definiëren. Ze worden ook gebruikt in de definitie van een verrijkte categorie. 
Monoïdale categorieën hebben talrijke toepassingen buiten de eigenlijke categorietheorie. Ze worden gebruikt om modellen voor het multiplicatieve fragment van de intuïtionistische lineaire logica te definiëren. Zij vormen ook de wiskundige fundering voor de topologische orde in gecondenseerde materie. Gevlochten monoïdale categorieën hebben toepassingen in de kwantumveldentheorie en de snaartheorie. 

## Referentie
- S Mac Lane. Categories for the Working Mathematician, Categorieën voor de werkende wiskundige, 1997. ISBN 0-387-98403-8